# 310 aC
El 310 aC va ser un any del calendari romà. prejulià. A la República i a l'Imperi Romà es coneixia com l'Any del consolat de Rul·lià i Censorí (o també any 444 ab urbe condita o de la Fundació de Roma). La denominació «310 aC» per a aquest any s'ha emprat des de l'edat mitjana, quan el calendari Anno Domini va ser el mètode prevalent a Europa per a anomenar els anys.

## Esdeveniments

### Antiga Grècia. Els Diàdocs
- Ptolemeu I Soter, al·legant que Antígon Monoftalm no havia declarat lliures les ciutats gregues d'Àsia, envia una flota a Cilícia dirigida pel general Leònides. Conquereix les ciutats de la costa, però Demetri Poliorceta, fill d'Antígon, l'expulsa.[2]
- Nicocreont, rei de Salamina de Xipre, és obligat a suïcidar-se quan Ptolemeu I ocupa l'illa.[3]

### Sicília
- Agàtocles, tirà de Siracusa, que estava en guerra amb Cartago, eludeix el blocatge i marxa cap a l'Àfrica. Al cap de sis dies desembarca al cap Bon amb 14.000 homes. Assetja Hadrumet i arrasa el territori de Cartago, però no pot ocupar la ciutat, que rep auxili per seu port.[4]

### Nord d'Àfrica
- Hannó, general cartaginès, és un dels nomenats per fer front a Agàtocles de Siracusa quan va desembarcar. Tenia un feu que governava conjuntament amb Bomílcar. A la batalla contra Agàtocles dirigeix l'ala dreta on hi havia la Legió Sagrada, un cos escollit d'infanteria pesada de cartaginesos, i Bomilcar encapçala l'ala esquerra. Els soldats d'Agàtocles resisteixen l'atac i Hannó cau ferit. Les seves tropes han de retrocedir, segons Diodor de Sicília i l'historiador Justí.[5][6]

### Antiga Roma
- Aquest any són elegits cònsols Quint Fabi Màxim Rul·lià i Gai Marci Rútil Censorí.[7]
- Rul·lià va fer la guerra a Etrúria i va conquerir Sutrium, mentre Censorí la feia al Sàmnium, on va ocupar Allifae i altres punts fortificats, que van ser destruïts o severament damnats.[8]
- La ciutat etrusca de Cortona, una de les dotze ciutats confederades dels etruscs, signa un tractat de pau amb Roma per un període de trenta anys, que no es va respectar.[9]

## Naixements
- Aristarc de Samos, astrònom i matemàtic grec (data aproximada). Mort l'any 230 aC.[10]

## Defuncions
- Regne de Macedònia: Alexandre IV, rei de Macedònia i d'Egipte (n. 323 aC).[11] Cassandre, que l'havia engarjolat, el va fer matar secretament a la presó juntament amb Roxana.[12][13]